# Stârcea, Adâncata
Stârcea (în ucraineană Стерче, transliterat Sterce, în rusă Стерчье și în germană Stircze sau Burlintz) este un sat reședință de comună în raionul Adâncata din regiunea Cernăuți (Ucraina). Are 1,231 locuitori, preponderent ucraineni.
Satul este situat la o altitudine de 349 metri, în partea de sud a raionului Adâncata.

## Istorie
Localitatea Stârcea a făcut parte încă de la înființare din regiunea istorică Bucovina a Principatului Moldovei. În ianuarie 1775, ca urmare a atitudinii de neutralitate pe care a avut-o în timpul conflictului militar dintre Turcia și Rusia (1768-1774), Imperiul Habsburgic (Austria de astăzi) a primit o parte din teritoriul Moldovei, teritoriu cunoscut sub denumirea de Bucovina. După anexarea Bucovinei de către Imperiul Habsburgic în anul 1775, localitatea Stârcea a făcut parte din Ducatul Bucovinei, guvernat de către austrieci, făcând parte din districtul Siret (în germană Sereth).
După Unirea Bucovinei cu România la 28 noiembrie 1918, satul Stârcea a făcut parte din componența României, în Plasa Siretului a județului Rădăuți. Pe atunci, majoritatea populației era formată din ucraineni.
Ca urmare a Pactului Ribbentrop-Molotov (1939), Bucovina de Nord a fost anexată de către URSS la 28 iunie 1940. Bucovina de Nord a reintrat în componența României în perioada 1941-1944, fiind reocupată de către URSS în anul 1944 și integrată în componența RSS Ucrainene.
Începând din anul 1991, satul Stârcea face parte din raionul Adâncata al regiunii Cernăuți din cadrul Ucrainei independente. La recensământul din 1989, numărul locuitorilor care s-au declarat români plus moldoveni era de 502 (500+2), reprezentând 43,43% din populația localității . În prezent, satul are 1.231 locuitori, preponderent ucraineni.

## Demografie
Componența lingvistică a comunei Stârcea
     Ucraineană (99,27%)
     Alte limbi (0,73%)
Conform recensământului din 2001, majoritatea populației comunei Stârcea era vorbitoare de ucraineană (99,27%), existând în minoritate și vorbitori de alte limbi.
1930: 982 (recensământ) 
1989: 1.156 (recensământ)
2007: 1.231 (estimare)

## Recensământul din 1930
Componența etnică a comunei Stârcea (județul Rădăuți)
     Români (21,04%)
     Germani (1,8%)
     Polonezi (9,96%)
     Ruteni (65,17%)
     Ruși (0,1%)
     Evrei (1,93%)
Componența confesională a comunei Stârcea
     Ortodocși (83,44%)
     Greco-catolici (0,3%)
     Romano-catolici (11,69%)
     Mozaici (1,22%)
     Baptiști (3,35%)
Conform recensământului efectuat în 1930, populația comunei Stârcea se ridica la 984 locuitori. Majoritatea locuitorilor erau ruteni (65,17%), cu o minoritate de germani (1,8%), una de români (21,04%), una de polonezi (9,96%), una de evrei (1,93%) și una de ruși (0,1%). Din punct de vedere confesional, majoritatea locuitorilor erau ortodocși (83,44%), dar existau și romano-catolici (11,69%), greco-catolici (0,3%), mozaici (1,22%) și baptiști (3,35%).

## Personalități
- Miroslava Șandru (1916-1983) - etnografă și folcloristă ucraineană din România